# Bacillus smithii
Bacillus smithii ist ein stäbchenförmiges, peritrich begeißeltes, Sporen bildendes, fakultativ anaerobes Bakterium, das nach dem amerikanischen Bakteriologen Nathan R. Smith benannt wurde. Es ist fakultativ thermophil und wächst zwischen 25 und 60 °C; die meisten Stämme auch bis 65 °C. Bei pH 5,7 findet Wachstum statt. Es wurde bereits aus Kondensmilch, Konservendosen, Käse und Zuckerrübenmelasse isoliert. Das Genom von Bacillus smithii ist vollständig sequenziert. Seine Fähigkeit C5- und C6-Zucker aus Lignocellulose bei 55 °C in Milchsäure zu verwerten, macht das Bakterium interessant für biotechnologische Prozesse im Rahmen der grünen Chemie.